# 布赖滕居斯巴赫
布赖滕居斯巴赫是德国巴伐利亚州的一个市镇。总面积16.85平方公里，总人口4693人，其中男性2295人，女性2398人（2011年12月31日），人口密度279人/平方公里。